# Napta
Napta is een geslacht van vlinders van de familie spinners (Lasiocampidae).

## Soorten
- N. lutunguru Dufrane, 1939
- N. serratilinea Guenée, 1865
- N. straminea (Aurivillius, 1921)